# Jacob Dubois
Jacob Dubois, auch Jacob Du Bois oder Jacobus du Bois († 1722), war ein kurpfälzischer Baumeister, Architekt und Ingenieur, der von 1700 bis 1716 als Hofarchitekt des Kurfürsten Johann Wilhelm von der Pfalz in Düsseldorf wirkte.

## Leben
Dubois, ein Halbbruder des ebenfalls in Düsseldorf tätigen Hofbildhauers Gabriel de Grupello, war gelernter Bildhauer und diente von 1700 bis 1716 als Hofbaumeister des Kurfürsten Johann Wilhelm von der Pfalz. In dieser Funktion arbeitete er mit dem kurpfälzischen Oberbaudirektor Graf Matteo Alberti zusammen, dessen Architekturauffassung er sich anzupassen suchte. Dubois wurde Nachfolger des Düsseldorfer Festungsarchitekten Michael Cagnon.
Zugeschrieben werden ihm Planungen und Bauleitungen zu folgenden Gebäuden:
- Extension mit Kasernen und Garnisonskirche der Festung Düsseldorf, ab 1701
- Gemäldegalerie Düsseldorf,[6] ab 1709 geplant,[7] 1710–1714 errichtet[8]
- Hubertus-Stift, errichtet als Wohnhaus des Hoffaktors Joseph Jacob van Geldern mit Synagoge und Schule, 1709–1712